# Championnats du monde de patinage de vitesse sur piste courte 1986
Navigation
Édition précédente Édition suivante
Les Championnats du monde de patinage de vitesse sur piste courte 1986 se déroulent à Chamonix en France entre le 4 avril 1986 et le 6 avril 1986. L'événement est géré par l'Union internationale de patinage.
Il y a douze épreuves au total : six pour les hommes et six pour les femmes. Les différentes distances sont le 500 mètres, le 1 000 mètres, le 1 500 mètres, le 3 000 mètres et le relais de 3 000 mètres (5 000 mètres pour les hommes) et un titre décerné au meilleur patineur sur l'ensemble des épreuves.

## Palmarès
| Épreuves        | Or                                                                                | Or            | Argent                                                                               | Argent        | Bronze                                                                                  | Bronze        |
| --------------- | --------------------------------------------------------------------------------- | ------------- | ------------------------------------------------------------------------------------ | ------------- | --------------------------------------------------------------------------------------- | ------------- |
| Hommes          |                                                                                   |               |                                                                                      |               |                                                                                         |               |
| 500 m           | Tatsuyoshi Ishihara (JPN)                                                         | 45 s 38       | Robert Dubreuil (CAN)                                                                | 45 s 57       | Wilf O'Reilly (GBR)                                                                     | 46 s 27       |
| 1 000 m         | Guy Daigneault (CAN)                                                              | 1 min 34 s 79 | Yuichi Akasaka (JPN)                                                                 | 1 min 35 s 64 | Tatsuyoshi Ishihara (JPN)                                                               | 1 min 36 s 56 |
| 1 500 m         | Tatsuyoshi Ishihara (JPN)                                                         | 2 min 25 s 66 | Michel Daigneault (CAN)                                                              | 2 min 25 s 74 | Robert Dubreuil (CAN)                                                                   | 2 min 25 s 84 |
| 3 000 m         | Toshinobu Kawai (JPN)                                                             | 5 min 17 s 15 | Guy Daigneault (CAN)                                                                 | 5 min 17 s 27 | Robert Dubreuil (CAN)                                                                   | 5 min 17 s 36 |
| 5 000 m relais  | Pays-Bas Menno Boelsma Jeroen Otter Peter van de Velde Charles Veldhoven Jaco Mos | 7 min 33 s 9  | Canada Guy Daigneault Michel Daigneault Robert Dubreuil Louis Grenier Michel Delisle | 7 min 36 s 88 | Japon Yuichi Akasaka Yasuhiko Honma Tatsuyoshi Ishihara Toshinobu Kawai                 | 7 min 39 s 98 |
| Toutes épreuves | Tatsuyoshi Ishihara (JPN)                                                         |               | Guy Daigneault (CAN)                                                                 |               | Robert Dubreuil (CAN)                                                                   |               |
| Femmes          |                                                                                   |               |                                                                                      |               |                                                                                         |               |
| 500 m           | Bonnie Blair (USA)                                                                | 48 s 12       | Maryse Perreault (CAN)                                                               | 48 s 18       | Cristina Sciolla (ITA)                                                                  | 48 s 35       |
| 1 000 m         | Maryse Perreault (CAN)                                                            | 1 min 46 s 73 | Nathalie Lambert (CAN)                                                               | 1 min 46 s 85 | Hiromi Takeuchi (JPN)                                                                   | 1 min 47 s 96 |
| 1 500 m         | Bonnie Blair (USA)                                                                | 2 min 35 s 21 | Nathalie Lambert (CAN)                                                               | 2 min 35 s 46 | Tara Laszlo (USA)                                                                       | 2 min 36 s 9  |
| 3 000 m         | Eiko Shishii (JPN)                                                                | 5 min 43 s 77 | Bonnie Blair (USA)                                                                   | 5 min 51 s 1  | Maryse Perreault (CAN)                                                                  | 5 min 51 s 25 |
| 3 000 m relais  | Canada Eden Donatelli Nathalie Lambert Ariane Loignon Maryse Perreault Susan Auch | 4 min 49 s 38 | Japon Mariko Kinoshita Eiko Shishii Hiromi Takeuchi Yumiko Yamada                    | 4 min 50 s 47 | Pays-Bas Esmeralda Ossendrivjer Manuela Ossendrivjer Monique Velzeboer Simone Velzeboer | 4 min 51 s 93 |
| Toutes épreuves | Bonnie Blair (USA)                                                                |               | Maryse Perreault (CAN) Nathalie Lambert (CAN)                                        |               | -                                                                                       | -             |

## Tableau des médailles
| Rang | Nation          | Or | Argent | Bronze | Total |
| ---- | --------------- | -- | ------ | ------ | ----- |
| 1    | Japon           | 5  | 2      | 3      | 10    |
| 2    | Canada          | 3  | 10     | 4      | 17    |
| 3    | États-Unis      | 3  | 1      | 1      | 5     |
| 4    | Pays-Bas        | 1  | 0      | 1      | 2     |
| 5    | Grande-Bretagne | 0  | 0      | 1      | 1     |
| 5    | Italie          | 0  | 0      | 1      | 1     |